# Levski Peak
Levski Peak (in lingua bulgara: Връх Левски, Vrach Levski) è un picco antartico che si innalza fino a circa 1430 m, situato all'estremità occidentale del Levski Ridge, nei Monti Tangra dell'Isola Livingston, delle Isole Shetland Meridionali, in Antartide. Si innalza al di sopra del Ghiacciaio Huron a nord e del Ghiacciaio Macy a sud.
La denominazione è stata assegnata in onore di Vasil Levski (1837–1873), eroe nazionale e leader del movimento di liberazione della Bulgaria.

## Localizzazione
Il picco è situato a est della Shipka Saddle, 1,3 km a est del Lyaskovets Peak, 3,78 km sudest del Kuzman Knoll, 5,37 km a sud dell'Atanasoff Nunatak, 3,32 km a ovest del Great Needle Peak (Falsa Aguja) e 3,46 km a nord della parte occidentale del St. Naum Peak. 

## Mappe
- South Shetland Islands. Scale 1:200000 topographic map. DOS 610 Sheet W 62 60. Tolworth, UK, 1968.
- Islas Livingston y Decepción.  Mapa topográfico a escala 1:100000.  Madrid: Servicio Geográfico del Ejército, 1991.
- S. Soccol, D. Gildea and J. Bath. Livingston Island, Antarctica. Scale 1:100000 satellite map. The Omega Foundation, USA, 2004.
- L.L. Ivanov et al., Antarctica: Livingston Island and Greenwich Island, South Shetland Islands (from English Strait to Morton Strait, with illustrations and ice-cover distribution), 1:100000 scale topographic map, Antarctic Place-names Commission of Bulgaria, Sofia, 2005
- L.L. Ivanov. Antarctica: Livingston Island and Greenwich, Robert, Snow and Smith Islands. Scale 1:120000 topographic map. Troyan: Manfred Wörner Foundation, 2010. ISBN 978-954-92032-9-5 (First edition 2009. ISBN 978-954-92032-6-4)
- Antarctic Digital Database (ADD). Scale 1:250000 topographic map of Antarctica. Scientific Committee on Antarctic Research (SCAR), 1993–2016.